# Albanska flaggans dag
Albanska flaggans dag (albanska: Dita e Flamurit) är Albaniens nationaldag och firas den 28 november. Den firas till minne av Albaniens självständighetsförklaring (Vloraproklamationen) från Osmanska riket 1912 och sammanfaller med den dag då den albanske folkhjälten Skanderbeg reste upprorsfanan mot osmanerna i Kruja 1443.

### Fotnoter
1. ↑  Drizari, Nelo (1968), Scanderbeg; his life, correspondence, orations, victories, and philosophy, National Press, s. 1, OCLC 729093, https://books.google.com/books?id=QYppAAAAMAAJ